# St. Maria (Krumbach)

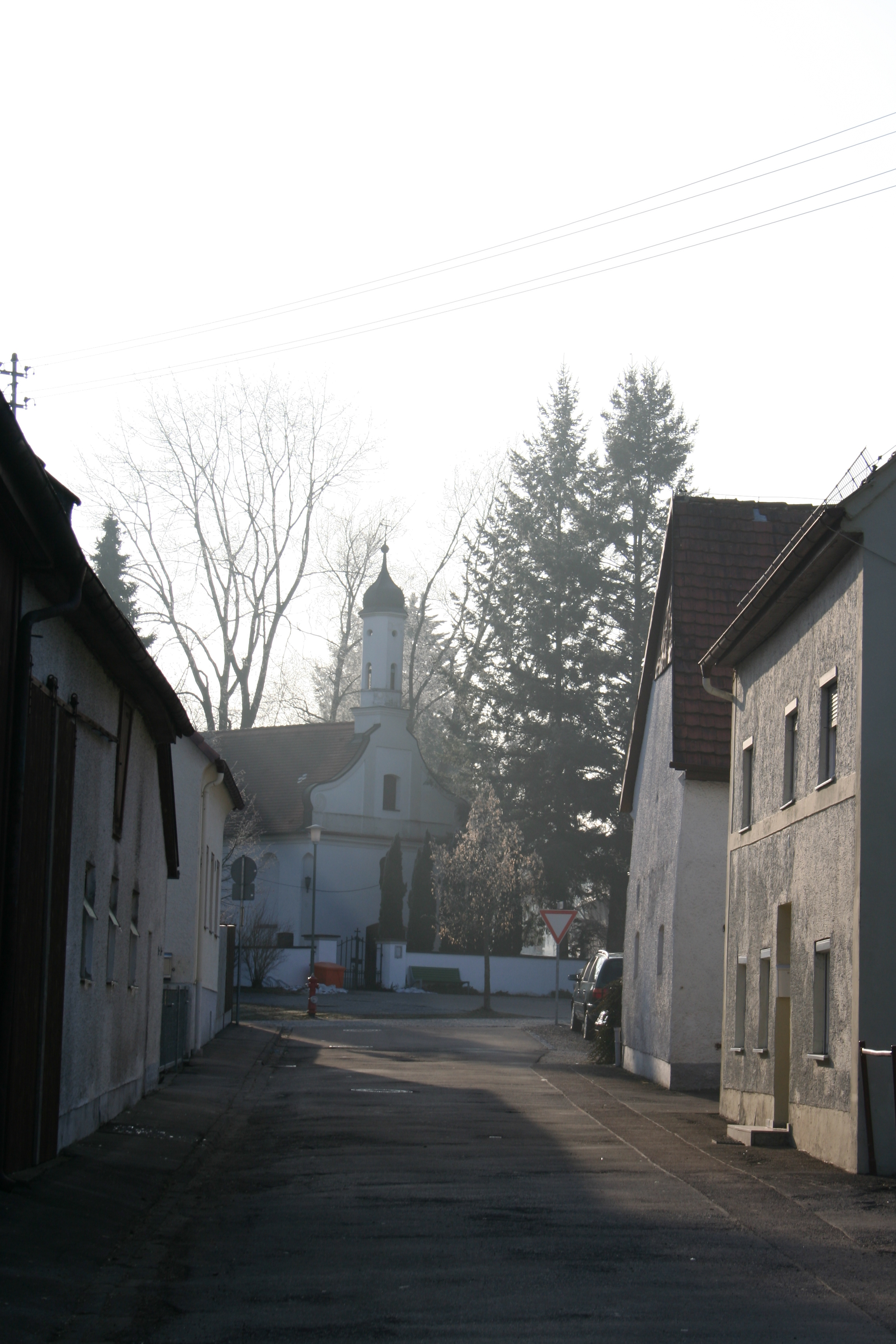
Friedhofskapelle im Krumbacher Westfriedhof vom Spitalweg aus gesehen

Die der heiligen Maria geweihte katholische Friedhofskapelle im Krumbacher Westfriedhof entstand im 18. Jahrhundert als Votivkirchlein. Sie wird auch als Feldkapelle oder Gottesackerkapelle bezeichnet. Die Bezeichnung Feldkapelle kommt daher, dass die Kapelle bis ins 20. Jahrhundert hinein noch außerhalb des Marktes beziehungsweise der Stadt Krumbach lag. Als Gottesackerkapelle wurde der Bau schon seit jeher bezeichnet, weil der heute Westfriedhof genannte Friedhof, in dem die Kapelle steht, in dem Jahr, in dem die erste kleine Kapelle errichtet wurde – 1733, eingerichtet wurde. Diese Auslagerung des Friedhofs aus der Stadt erfolgte, da der bisherige Friedhof von Krumbach – um die Pfarrkirche St. Michael herum – zu klein wurde.

## Geschichte
Die Baugeschichte des kleinen Kirchleins ist bis heute nicht vollständig geklärt. In den Jahren 1733/1734 wurde zum Gedenken an eine wundersame Heilung, die einige Jahre vorher bei einer Bildsäule in der Nähe der heutigen Kapelle stattgefunden haben soll, eine erste kleine Kapelle errichtet. Zu der Kapelle entwickelte sich aufgrund der wundersamen Heilung schnell eine Wallfahrt. Die Herren des Nachbarortes von Krumbach, der Herrschaft Niederraunau, fürchteten, weil es auch einen Einnahmeverlust bedeutete, dass ihre Wallfahrtskapelle, die Ecce-Homo-Kapelle am westlichen Ortsrand von Niederraunau, durch die neue Wallfahrtskapelle bei Krumbach schlechter besucht werden würde. Aus diesem Grund machten sie ihren Einfluss geltend, damit die Wallfahrt zu der Kapelle bei Krumbach so weit und so lange wie möglich behindert wurde. Dies gelang knapp 40 Jahre lang, indem ein Aus- beziehungsweise Neubau des Gebäudes verhindert wurde, was zur Folge hatte, dass die Kapelle, die schon in dieser Zeit einmal vergrößert wurde, immer einem Provisorium glich und sich der bauliche Zustand stets verschlechterte. Nachdem diese Streitereien mit Niederraunau ein Ende fanden, wurde von den Krumbachern schnell beschlossen die Kapelle nochmals zu vergrößern.
Es ist bis heute nicht endgültig geklärt, von wem der 1774 errichtete Erweiterungsbau stammt. Häufig werden Johann Martin Kraemer, der Erbauer der Pfarrkirche St. Michael in Krumbach, oder Kaspar Radmiller genannt, der Baumeister der Thannhausener Pfarrkirche Mariae Himmelfahrt. Für letzteren sprechen einige Details in der Ausgestaltung der Kapelle.
Im Jahr 1977 erfolgte eine Gesamtinstandsetzung der Kapelle.

## Ausstattung
Aufgrund der Erbauungszeit schon eher gegen Ende des 18. Jahrhunderts erkennt man an dem Bau schon erste Merkmale der klassizistischen Formensprache. Die Fresken im Chor der Kapelle stammen von Jakob Fröschle, das Deckenfresko im Langhaus, das die Anbetung der Hirten darstellt, von Konrad Huber, beides Künstler aus der Region.
Als besonders gilt die um 1480 von einem Künstler der Ulmer Schule erschaffene Muttergottesfigur, die aus der ursprünglichen Bildsäule stammt, bei der die Wunderheilung stattgefunden haben soll. Auch das auf 1779 datierte Laiengestühl ist hervorzuheben. Der Hochaltar aus grauem Marmor – 1848 erschaffen von dem Füssener Steinmetz Gostner – mit neubarocken Engeln und einem neugotischen Kruzifixus ist eher ungewöhnlich. Letzteres wurde 1977 durch das Gemälde Pietà von Johann Baptist Dollenbacher ersetzt.